# (300223) 2006 XK32
(300223) 2006 XK32 es un asteroide perteneciente al cinturón de asteroides, región del sistema solar que se encuentra entre las órbitas de Marte y Júpiter, descubierto el 9 de diciembre de 2006 por el equipo del Spacewatch desde el Observatorio Nacional de Kitt Peak, Arizona, Estados Unidos.

## Designación y nombre
Designado provisionalmente como 2006 XK32. 

## Características orbitales
2006 XK32 está situado a una distancia media del Sol de 3,187 ua, pudiendo alejarse hasta 3,439 ua y acercarse hasta 2,934 ua. Su excentricidad es 0,079 y la inclinación orbital 2,239 grados. Emplea 2078,13 días en completar una órbita alrededor del Sol.

## Características físicas
La magnitud absoluta de 2006 XK32 es 16,1. 